# Giannalberto Bendazzi
Giannalberto Bendazzi (Ravenna, 17 luglio 1946 – Genova, 13 dicembre 2021) è stato uno storico del cinema e giornalista italiano, autore di articoli e saggi, in particolare sul cinema di animazione.

## Biografia
Nato a Ravenna nel 1946, crebbe a Milano dove, laureatosi in Giurisprudenza all'Università Statale, intraprese sia la carriera di giornalista sia quella di storico del cinema. Dal 2002 si dedicò a tempo pieno al lavoro accademico, tenendo all'Università degli Studi di Milano il primo insegnamento in Italia di Storia del cinema di animazione (2002-2009). Dal 2002 fu adjunct professor alla Griffith University di Brisbane, Australia. Dal 2013 al 2015 fu visiting professor alla Nanyang Technological University di Singapore.
Dal 2008 al 2015 si dedicò alla stesura di “Animation – A World History”, un'enciclopedia storica dell'animazione mondiale in tre volumi, pubblicata nel 2016 da CRC Press. Nel 2018 UTET pubblicò la versione italiana, riveduta e corretta, di questa opera monumentale, con il titolo Animazione - una storia globale.
Nel 2016 fu ideatore e presidente di Giuria di Premio Itala.
Per la sua attività ottenne numerosi riconoscimenti, tra i quali il Premio Fantoche, in riferimento al contributo alla conoscenza del cinema d'animazione (Lucca, 1978), l'Award for Outstanding Achievement in the Field of Animation Studies (Zagabria, Croazia, 2002), il Premio Franco Fossati per il miglior libro dell'anno sul cartooning, La fabbrica dell'animazione – Bruno Bozzetto nell'industria culturale italiana (Rimini, 2003), il Premio alla Carriera dal Festival di Kecskemét (Ungheria, 2015) e il Premio alla carriera di ASIFA International (Animafest, Zagabria, 2016). e il Premio Efebo d'oro per il miglior saggio cinematografico (Palermo, 2018).
In occasione della XXXI Conferenza della Society for Animation Studies, svoltasi a Lisbona nel 2019, gli venne conferito dalla locale ULHT - Universidade Lusófona de Humanidades e Tecnologias il Dottorato "honoris causa": per la prima volta un tale riconoscimento fu assegnato da un ateneo a un rappresentante del mondo dell'animazione.
Bendazzi fu autore di libri e articoli pubblicati in particolare su riviste di ricerca storiografica nell'ambito del cinema d'animazione. Tra le sue opere più note, il saggio di critica cinematografica "Cartoons – Cento anni di cinema d'animazione", pubblicato in varie edizioni. Lo studio e l'analisi delle opere di Alexandre Alexeieff e di Quirino Cristiani rivestono particolare importanza nella ricerca di Bendazzi, autore di libri e articoli su tali opere e sui rispettivi autori. Woody Allen e Mel Brooks sono tra gli autori di cinema live action a cui Bendazzi ha dedicato maggiore attenzione, con articoli e libri.
Ha collaborato con la rivista Diari di Cineclub.

## Pubblicazioni
- Animazione - una storia globale, UTET, 2018 (Opera in due volumi in cofanetto)
- "Jiří Brdečka - Life – Animation – Magic",  con Tereza Brdečková e Jiří Kubíček, edito da Limonádový Joe, Praga, 2016.
- "Animation - A World History", CRC Press, Londra, 2016. (Opera in tre volumi)
- "Quirino Cristiani, pionero del cine de animación", Ediciones de la Flor, Buenos Aires, 2008, ISBN 978-9505155828
- "L'uomo che anticipò Disney", Tunué, Latina, 2007, ISBN 978-8889613252
- "Il cinema d'animazione e la nuova critica", Cuem, Milano, 2006.
- "Animazione e realismo", con Midhat Ajanovic, Cuem, Milano, 2005.
- "Lezioni sul cinema d'animazione", Cuem, Milano, 2004, 2005.
- "Alexandre Alexeieff – Poemes de llum i ombra / Poemas de luz y sombra / Poems of Light and Shadow", Sitges 03, Festival Internacional de Cinema de Catalunya, Barcellona, 2003.
- "La fabbrica dell'animazione. Bruno Bozzetto nell'industria culturale italiana", Il Castoro, Milano, 2003, ISBN 978-8880332572 [18]
- "I continenti dell'animazione", Cuem, Milano, 2002, 2003.
- "Alexeieff - Itinéraire d'un maître / Itinerary of a Master", Dreamland, Parigi, 2001.[15]
- "Le tour de l’animation en 84 films – Joyaux d’un siècle / The Tour of Animation in 84 Films – Jewels of a Century", Festival International du Film d’Animation, Annecy, 2000.
- "Bruno Bozzetto – Animazione Primo amore", Isca, Milano, 1972. Edizione croato/inglese: Animafest Zagreb, 1998.
- "Coloriture – Voci, rumori, musiche nel cinema d’animazione", Pendragon, Bologna, 1995, ISBN 978-8886366113
- "Il movimento creato – Studi e documenti di ventisei saggisti sul cinema d’animazione", Pluriverso, Torino, 1993.
- "Cartoons – Cento anni di cinema d’animazione / Cartoons: One Hundred Years of Cinema Animation", Edizione italiana: Marsilio, Venezia, 1988, 1992. Edizione francese: Liana Lévi, Parigi, 1992. Edizione inglese: John Libbey/Indiana University Press, Londra/Bloomington, 1994, 1995, 1999, 2003. Edizione spagnola: Ocho y Medio, Madrid, 2003. Edizione persiana:Yeksad Sal Cinemaye Animation, Tehran, 2007.[12][19]
- "Le cinéma d'animation", La Pensée Sauvage, Grenoble, 1985.
- "La zuzzurellinea – Osvaldo Cavandoli e l'animazione", Incontri Internazionali con gli Autori di Cinema d'Animazione, Genova, 1985.
- "Woody Allen − Il comico più intelligente e l'intelligenza più comica", Fabbri (RCS), Milano, 1984, 1987, 1989, 1991, 1995. Edizione francese: Liana Lévi, Parigi, 1986, 1989, 1991. Edizione inglese: Ravette, Londra, 1987. Edizione tedesca: Treves, Treviri, 1990, 1998. Edizione ungherese: Alexandra Kiado, Budapest, 1994. Edizione spagnola: Orbis, Barcelona, 1995.
- "Pages d'Alexeieff", AAA, Annecy, 1983. Edizione italiana: "Incontri Internazionali con gli Autori di Cinema d'Animazione", Genova, 1984.
- "Due volte l'oceano – Vita di Quirino Cristiani, pioniere del cinema d'animazione", La casa Usher, Firenze, 1983.
- "Appeso a una matita – Il cinema d'animazione di Guido Manuli", Incontri Internazionali con gli Autori di Cinema d'Animazione, Genova, 1983.
- "Mel Brooks – L'ultima follia di Hollywood", Il Formichiere, Milano, 1977. Edizione Francese: Glénat, Parigi, 1980.
- "Topolino e poi", Il Formichiere, Milano, 1978.
- "Woody Allen", La Nuova Italia, Firenze, 1976, 1979.
- "La Freccia Azzurra", Animation World Network, 1997.[20]
- "History of Portuguese Animation Cinema", Animation World Network, 2002.
- "Lettera A Un Maestro", missiva postuma rivolta a Giorgio "Max" Massimino-Garniér, Animation World Network, 2000.
- "Icelandic Animation", Animation World Network, 1996.
- "Il Paese degli animali (Animaland)", Animation World Network, 1997.